# Catieuclans
Els catieuclans (llatí Catieuclani) foren un poble celta de Britànnia esmentat per Claudi Ptolemeu, que vivia entre Londínium i Eboràcum (York). La seva ciutat principal fou Verulàmium o Verolamium, residència de Cassivelaune.